# آکادمی ملی علوم گرجستان

آکادمی علوم گرجستان، تفلیس

آکادمی ملی علوم گرجستان (گرجی: საქართველოს მეცნიერებათა ეროვნული აკადემია) یک انجمن علمی اصلی در گرجستان است. این مکان تا ماه نوامبر ۱۹۹۰، آکادمی علوم اس اس آر گرجستان نام داشت. آکادمی، تحقیقات علمی در گرجستان را ساماندهی می‌کند و ارتباط با آکادمی‌ها و مراکز علمی کشورهای خارجی را گسترش می‌دهد.